# Abryckaja Słabada
Abryckaja Słabada (pol. Słobódka, biał. Абрыцкая Слабада, ros. Абрицкая Слобода) – wieś na Białorusi, w obwodzie mińskim, w rejonie mińskim, w sielsowiecie Józefowo.